# Mohammed Sylla
Mohammed Sylla (Bouaké, 13 de março de 1977) é um ex-futebolista profissional guineense que atuava como meia.

## Carreira
Mohammed Sylla representou o elenco da Seleção Guineense de Futebol no Campeonato Africano das Nações de 2006.